# Taken by Force
Taken by Force z roku 1978 je páté studiové album německé hardrockové skupiny Scorpions, poslední studiové s kytarovým virtuózem Uli Jon Rothem.

## Seznam Písní
1. "Steamrock Fever" (R.Schenker/K.Meine) – 3:37
2. "We'll Burn the Sky" (R.Schenker/M.Dannemann) – 6:26
3. "I've Got to Be Free" (U.Roth) – 4:00
4. "Riot of Your Time" (R.Schenker/K.Meine) – 4:09
5. "Sails of Charon" (U.Roth) – 4:23
6. "Your Light" (Roth) – 4:31
7. "He's a Woman – She's a Man" (R.Schenker/K.Meine/H.Rarebell) – 3:15
8. "Born to Touch Your Feelings" (R.Schenker/K.Meine) – 7:40
9. "Suspender Love" [reediční bonusová stopa] (R.Schenker/K.Meine) – 3:20
10. "Polar Nights" [Live-CD bonusová stopa] (U.Roth) – 6:56

## Sestava
- Klaus Meine – zpěv
- Ulrich Roth – kytara
- Rudolf Schenker – kytara
- Francis Buchholz – baskytara
- Herman Rarebell – bicí